# 扎博洛特內 (文尼察州)
48°25′45″N 28°54′6″E / 48.42917°N 28.90167°E
扎博洛特内（羅馬化：Zabolotne）是位於烏克蘭西南部文尼察州圖利欽區的村莊，始建於1756年，面積1.8平方公里，海拔高度294米，2001年人口1,397，人口密度每平方公里776.11人。